# لونغ جون بولدري
جون «لونغ جون» وليام بولدري (بالإنجليزية: Long John Baldry)‏ مواليد (12 يناير 1941 - توفي في 21 يوليو 2005) مغني بريطاني وممثل صوتي. قام بالغناء مع عدد من الموسيقيين في بريطانيا، بينهم رود ستيوارت وألتون جون اللذان ظهرا في فرق يقودها بولدري في الستينيات.
لاقى نجاحا بموسيقى البوب خاصته في بريطانيا ومنها أغنية فردية حملت عنوان "Let the Heartaches Begin" التي وصلت إلى المركز الأول في العام 1967، كذلك في أستراليا عام 1965 حيث قدم ثنائي "You've Lost That Lovin' Feelin'" مع كاثي ماكدونالد والتي حلت في المركز الثاني عام 1980.
أقام بولدري في كندا في الفترة من أواخر السبعينيات حتى فارق الحياة. وهناك واصل أداءه الصوتي في فترة الثمانينات والتسعينيات وبداية عقد 2000 في مجال مسلسلات الرسوم المتحركة. وكان أبرز أداء صوتي له شخصية الدكتور د. روبوتنيك في المسلسل الكرتوني مغامرات سونيك القنفذ.

## وصلات خارجية
- الموقع الرسمي
- لونغ جون بولدري على موقع IMDb (الإنجليزية)
- لونغ جون بولدري على موقع ميوزك برينز (الإنجليزية)
- لونغ جون بولدري على موقع أول موفي (الإنجليزية)
- لونغ جون بولدري على موقع قاعدة بيانات الأفلام السويدية (السويدية)
- لونغ جون بولدري على موقع إن إن دي بي (الإنجليزية)
- لونغ جون بولدري على موقع أول ميوزيك (الإنجليزية)
- لونغ جون بولدري على موقع ديسكوغز (الإنجليزية)